# ألم البطن
ألم البطن المعروف أيضاً باسم آلام المعدة هو ألم يصيب منطقة البطن، وهي المنطقة الممتدة من أسفل الصدر إلى نهاية الجذع.وتشمل الأسباب الشائعة للألم في البطن التهاب المعدة والأمعاء ومتلازمة القولون العصبي. يعاني حوالي 10% من الأشخاص من حالة أكثر خطورة مثل التهاب الزائدة الدودية أو تسريب أو تمزق تمدد الأوعية الدموية الأبهري أو التهاب الرتج أو الحمل خارج الرحم. في الثلث من الحالات، السبب الدقيق غير واضح؛ وذلك لتشابه العديد من الأمراض في نفس الأعراض والصفات.

## منشأ الألم
البطن يحتوي على العديد من الأجهزة الحيوية والمهمة والآلام قد ينتج عن أي واحد منها، بما في ذلك :
- الاجهزه المتعلقة بالهضم: المعدة، نهاية المرئ، الأمعاء الرفيعة، الأمعاء الغليظة، الكبد، المراره، المعثكلة.
- الأبهر—وعاء دموي كبير يمتد إلى الأسفل داخل البطن.
- الزائدة الدودية، عضو في يمين الطبقة السفلى من البطن.
- الكلى، أعضاء على شكل حبات فول تقع عميقا داخل التجويف البطني.

الآلم يمكن أن يأتي من مكان آخر، مثل الصدر أو منطقة الحوض. وقد يكون الشخص مصابا بعارض عام يؤثر على اجزاء عديدة من الجسم، مثل الإنفلونزا.
إن شدة الألم لا تعكس دائماً خطورة الحالة المتسببة في الألم، الألم الشديد لا يعني دائماً وجود مشكلة خطيرة كحالات مثل الغازات أو التشنج الفيروسي. ولا الألم الخفيف يعني أن المشكلة بسيطة كحالات سرطان القولون أو التهاب الزائدة الدودية المبكر.

## التشخيص
قد تكون آلام البطن علامة على وجود حالة خطيرة. لحسن الحظ، في معظم الحالات لا تكون المسببات خطيرة. قد يساعد مكان الم البطن على تحديد السبب. وبحسب مكان الالم يتم تحديد عملية البدء بتشخيص المسبب الرئيسي لألام البطن بحسب الامراض الأكثر شيوعًا والمعروفة كمسببة للآلام في تلك المنطقة.

## السبب
الأسباب الأكثر شيوعا لآلام البطن هي التهاب المعدة والأمعاء (13 ٪)، متلازمة القولون العصبي (8 ٪)، ومشاكلات المسالك البولية (5 ٪)، والتهاب المعدة (5 ٪) والإمساك (5 ٪). في حوالي 30% من الحالات، لم يتم تحديد السبب. حوالي 10% من الحالات لديها سبب أكثر خطورة بما في ذلك المرارة ( حصى في المرارة أو خلل الحركة الصفراوية ) أو مشاكلات في البنكرياس (4 ٪)، والتهاب الرتج (3 ٪)، التهاب الزائدة الدودية (2 ٪) والسرطان (1 ٪).
تتضمن قائمة أكثر شمولاً ما يلي:
- غازات متراكمة.
- الامساك المزمن.
- حساسية اللاكتوز، التحسس من الحليب.
- فيروسات معوية مثل انفلونزا المعدة.
- عسر الهضم أو الحموضه المعوية.
- ارتجاع المريء.
- القرحة.
- التهاب المرارة (مع أو بدون الحصاة).
- التهاب الزائدة الدودية.
- التهاب رتج ميكل.
- انسداد الامعاء بالإضافة إلى الألم، تظهر أعراض الغثيان، والانتفاخ، والتقيؤ، وعدم القدرة على تمرير الغاز أو البراز.
- حساسيه ضد طعام معين.
- التسمم الغذائي (السالمونيلا).
- الفتق.
- حصوة الكلية.
- التهابات المسالك البوليه.
- التهاب البنكرياس.
- تمدد الأوعية الدموية.
- الاصابات الطفيلية.
- أنيما الخلايا المنجلية.
- داء كرون والتهاب القولون التقرحي وكلاهما من أمراض التهابات الجهاز الهضمي (متلازمة القولون المتهيج).[6]

عندما تتمزق الأعضاء الملتهبة في البطن أو تتسرب السوائل منها إلى البطن، لن يقتصر الأمر على الآلام المبرحه فقط، البطن سيكون قاسيا جداً ومن المحتمل ظهور الحمى. كحالة التهاب البريتون بسبب انتشار العدوى في التجويف البطني بعد انفجار الزائدة الدودية.
في الأشهر الأولى من حياته، قد يصاب الرضيع بمغص لا تفسير له (غالبا ما يسمى كولك)، ينتهي مع خروج الغاز أو البراز. المغص في كثير من الأحيان يكون في أسوأ حالاته في الليل. هذ الحالة ليست خطيرة ولن تؤثر إلا على نوم الوالدين.
المغص الذي يحدث أثناء الحيض قد يكون بسبب تشنجات الحيض أو قد يشير إلى مشكلة في الجهاز التناسلي. هذا يشمل حالات مثل بطانة الرحم المهاجرة (حيث تتواجد انسجه من الرحم في أماكن أخرى من الجسم خارج تجويف الرحم٬ مثل جدار الحوض أو المبايض)، الورم الليفي (ألياف سميكة من العضلات والانسجه الليفيه في الرحم)، وخراج المبيض، سرطان المبيض (نادر)، أو عدوى الجزء العلوي من الجهاز التناسلي الأنثوي.
آلام البطن قد تنشأ بسبب مرض أو اختلال عضو في الصدر، مثل الرئتين (التهاب رئوي|الالتهاب الرئوي]]) أو القلب (ازمة قلبية).أو قد ينتج المغص عن اجهاد عضلي في عضلات البطن.
سرطانات القولون المعدية المعوية وغيرها من المناطق هي خطيرة ولكن من النادر أن تسبب المغص.
من الأسباب الأخرى للمغص هي المشاكل النفسية.

## طلب المساعدة
يجب الاتصال مع الطبيب إذا أستمر الألم الخفيف اسبوعا أو أكثر.و يجب مراجعة الطبيب أيضا في الحالات التالية
- حصول ألم حاد جدا في البطن وبصورة مفاجئة
- البطن متيبس وصلب ومؤلم في حالة اللمس
- لا يوجد إخراج

## العلاج
اغلب آلام المعدة المتعارفة لدى الناس، يكون علاجها بتدفئة البطن سواء كانت بأكياس الماء الساخنة أو عن طريق تحريك اليد بشكل دائري على منطقة البطن.
```
شرب الماء أو سوائل صافية أخرى، والامتناع عن تناول الأغذية الصلبة. نشاط مِعَوي، خروج غازات عبر فتحة الشرج، أو تجشؤ صحي قد تخفف الم البطن، لا يجب محاولة كبت الأمر. قد يساعد المغطس الحار بعض الأشخاص.
```

## علم الأوبئة
ألم البطن هو السبب في أن 3% من البالغين يرون طبيب العائلة. ارتفعت معدلات الزيارات الطارئة في الولايات المتحدة لألم البطن بنسبة 18% من عام 2006 حتى عام 2011. وكانت هذه أكبر زيادة من 20 حالة شائعة في ED. كما زاد معدل استخدام الضعف الجنسي للغثيان والقيء 18 ٪.